# Papugi neotropikalne
Papugi neotropikalne (Arinae) – podrodzina ptaków z rodziny papugowatych (Psittacidae).

## Występowanie
Podrodzina obejmuje gatunki występujące w Ameryce.

## Systematyka
Do podrodziny należą następujące plemiona:
- Bolborhynchini Mudge, 1902
- Forpini Sangster, Gregory & Dickinson, 2023
- Amazonini Des Murs, 1886
- Arini G.R. Gray, 1840